# Анунд Уппсальский
А́нунд Уппса́льский или Анундус (др.-сканд. Önundr Uppsali, швед. Anund Uppsale) — согласно Римберту и Саге о Хервёр, правитель Швеции вместе со своим братом Бьёрном из Хоги (они также упоминаются Адамом Бременским). Его прозвище — Уппсальский — связано с тем, что он жил в Старой Уппсале, являвшейся в ту эпоху религиозным центром.
Римберт рассказывает, что Анундус и его брат Бьёрн унаследовали титул конунга после Эрика и что Анунд был изгнан из своей страны по неизвестной причине.
В 840-е годы Анунд вернулся в Швецию с крупным датским воинством на 21 ладье викингов и 11 своими ладьями, пообещав датчанам богатую добычу в Бирке, и они прибыли туда, когда Бьёрн из Хоги был далеко от неё. Анунд просил сто марок серебра, которые и были ему предоставлены. Датчане почувствовали себя обманутыми и решили внезапно напасть на Бирку, чтобы сжечь и разграбить её, но тогда Анунд попытался нарушить их планы. Он потребовал, чтобы они тянули жребий и узнали, желают ли асы, чтобы Бирка была разрушена. Жребий показал, что разрушение Бирки принесёт датчанам неудачу. Тогда они задались вопросом, куда отправиться за добычей, и ответом стал славянский город. Датчане покинули Бирку и вернулись оттуда с богатыми трофеями.
Впоследствии Анунд продолжал стремиться к миру со своим народом, как и его сын Эрик, занявший шведский трон после него.